# Ce cher Victor
Ce cher Victor is een Franse film  van Robin Davis die uitgebracht werd in 1975. 

## Verhaal
Uit spaarzaamheidsoverwegingen is de gepensioneerde Victor, nadat hij weduwnaar geworden is, gaan inwonen bij de eveneens gepensioneerde Anselme, een vriend die altijd vrijgezel gebleven is. Victor is een misnoegde, kribbige en licht ontvlambare man. Hij kijkt neer op alles en iedereen. Hij beleeft een hels genoegen aan het vernederen van zijn huisgenoot. Anselme verbijt zich zoveel mogelijk. 
Moegetergd zal de vreedzame Anselme uiteindelijk op een sinistere manier wraak nemen op Victor. Op het grafzerk van Louise, de vrouw van Victor, laat hij een tekst achter waaruit blijkt dat zij een minnaar heeft gehad. Victor is helemaal van de kaart en verdenkt Anselme ervan een verhouding met zijn Louise  gehad te hebben.

## Rolverdeling
| Acteur            | Personage      |
| ----------------- | -------------- |
| Bernard Blier     | Anselme        |
| Jacques Dufilho   | Victor Lasalle |
| Alida Valli       | Anna           |
| Jacqueline Doyen  | Micheline      |
| Philippe Castelli | de neef        |
| Jacques Rispal    | Charret        |
| Alice Reichen     | Jeanne         |